# Sergejs Pugačs
Sergejs Pugačs – radziecki (łotewski) kierowca wyścigowy.

## Życiorys
W 1978 roku zadebiutował w mistrzostwach ZSRR, rywalizując w Formule Easter. Ścigał się wówczas Estonią 18. W 1980 roku rozpoczął rywalizację w Sowieckiej Formule 3, został ponadto mistrzem Łotewskiej Formuły 3. W 1982 roku zmienił pojazd na Estonię 20 i zajął dziesiąte miejsce w mistrzostwach ZSRR. W 1983 roku zdobył mistrzostwo Łotewskiej oraz Bałtyckiej Formuły 3. W latach 1985–1987 zdobywał mistrzostwo Łotewskiej SRR. W 1987 roku rozpoczął ściganie się Estonią 21M. Zajął wówczas trzecie miejsce w Sowieckiej Formule 3. W latach 1988–1990 Pugačs uczestniczył w Formule Mondial.

## Wyniki
| Legenda oznaczeń w tabelach wyników Wyświetl szablon na nowej stronie | Legenda oznaczeń w tabelach wyników Wyświetl szablon na nowej stronie                                                                     |
| Oznaczenie                                                            | Wyjaśnienie |
| --------------------------------------------------------------------- | --- |
| Złoty                                                                 | Zwycięzca lub mistrzostwo |
| Srebrny                                                               | 2. miejsce lub wicemistrzostwo |
| Brązowy                                                               | 3. miejsce lub II wicemistrzostwo |
| Zielony                                                               | Ukończył, punktował (w klasyfikacji generalnej, gdy zdobył co najmniej jeden punkt na przestrzeni sezonu, poza trzema powyższymi opcjami) |
| Niebieski                                                             | Ukończył, nie punktował (w klasyfikacji generalnej, gdy nie zdobył co najmniej jednego punktu na przestrzeni sezonu)                      |
| Czerwony                                                              | Nie zakwalifikował się (NZ) |
| Czerwony                                                              | Nie prekwalifikował się (NPK) |
| Różowy                                                                | Nie ukończył (NU) |
| Różowy                                                                | Niesklasyfikowany (NS) (w klasyfikacji generalnej, gdy nie został sklasyfikowany w żadnym wyścigu sezonu)                                 |
| Czarny                                                                | Zdyskwalifikowany (DK) |
| Czarny                                                                | Wykluczony (WYK/EX) |
| Biały                                                                 | Nie wystartował (NW) |
| Biały                                                                 | Kontuzjowany (K/INJ) |
| Biały                                                                 | Wyścig odwołany (OD/C) |
| Bez koloru                                                            | Został wycofany (WYC/WD) |
| Bez koloru                                                            | Nie przybył (NP/DNA) |
| Bez koloru                                                            | Nie brał udziału w treningach (NT/DNP) |
| Bez koloru                                                            | Nie został zgłoszony (–) |
| Pogrubienie                                                           | Start z pole position |
| Kursywa                                                               | Najszybsze okrążenie wyścigu |
| †                                                                     | Nie ukończył, ale jego rezultat został zaliczony ze względu na przejechanie więcej niż 90% dystansu wyścigu.                              |
| *                                                                     | Sezon w trakcie |
| 1/2/3                                                                 | Punktowana pozycja w sprincie kwalifikacyjnym                                                                                             |
| Lista systemów punktacji Formuły 1                                    | |

### Sowiecka Formuła Easter
| Rok  | Zespół      | Samochód   | Silnik | Wyniki w poszczególnych eliminacjach | Wyniki w poszczególnych eliminacjach | Wyniki w poszczególnych eliminacjach | Pkt. | Msc. |
| ---- | ----------- | ---------- | ------ | ------------------------------------ | ------------------------------------ | ------------------------------------ | ---- | ---- |
| 1978 |             |            |        |                                      |                                      |                                      | ?    | ?    |
| 1978 | DOSAAF Ryga | Estonia 18 | Łada   | -                                    | 20                                   | -                                    | ?    | ?    |

### Sowiecka Formuła 3
| Rok  | Zespół      | Samochód    | Silnik | Wyniki w poszczególnych eliminacjach | Wyniki w poszczególnych eliminacjach | Wyniki w poszczególnych eliminacjach | Wyniki w poszczególnych eliminacjach | Pkt.  | Msc. |
| ---- | ----------- | ----------- | ------ | ------------------------------------ | ------------------------------------ | ------------------------------------ | ------------------------------------ | ----- | ---- |
| 1980 |             |             |        |                                      |                                      |                                      |                                      | ?     | ?    |
| 1980 | DOSAAF Ryga | Estonia 19  | Łada   | -                                    | -                                    | 8                                    |                                      | ?     | ?    |
| 1981 |             |             |        |                                      |                                      |                                      |                                      | 56    | 17   |
| 1981 | DOSAAF Ryga | Estonia 19  | Łada   | 10                                   | NU                                   | NU                                   |                                      | 56    | 17   |
| 1982 |             |             |        |                                      |                                      |                                      |                                      | 92    | 10   |
| 1982 | DOSAAF Ryga | Estonia 20  | Łada   | 11                                   | NU                                   | 8                                    |                                      | 92    | 10   |
| 1983 |             |             |        |                                      |                                      |                                      |                                      | 76    | 11   |
| 1983 | DOSAAF Ryga | Estonia 20  | Łada   | 14                                   | 9                                    |                                      |                                      | 76    | 11   |
| 1984 |             |             |        |                                      |                                      |                                      |                                      | 0     | NS   |
| 1984 | DOSAAF Ryga | Estonia 20  | Łada   | NU                                   | -                                    | -                                    |                                      | 0     | NS   |
| 1985 |             |             |        |                                      |                                      |                                      |                                      | 124   | 8    |
| 1985 | DOSAAF Ryga | Estonia 20  | Łada   | -                                    | 7                                    | 4                                    |                                      | 124   | 8    |
| 1986 |             |             |        |                                      |                                      |                                      |                                      | 56    | 15   |
| 1986 | DOSAAF Ryga | Estonia 20  | Łada   | -                                    | 6                                    |                                      |                                      | 56    | 15   |
| 1987 |             |             |        |                                      |                                      |                                      |                                      | 249,5 | 3    |
| 1987 | DOSAAF Ryga | Estonia 21M | Łada   | 2                                    | 10                                   | NU                                   | 3                                    | 249,5 | 3    |

### Sowiecka Formuła Mondial
| Rok  | Zespół      | Samochód    | Silnik | Wyniki w poszczególnych eliminacjach | Wyniki w poszczególnych eliminacjach | Wyniki w poszczególnych eliminacjach | Pkt. | Msc. |
| ---- | ----------- | ----------- | ------ | ------------------------------------ | ------------------------------------ | ------------------------------------ | ---- | ---- |
| 1988 |             |             |        |                                      |                                      |                                      | 76   | 8    |
| 1988 | DOSAAF Ryga | Estonia 21M | Łada   | 6                                    | 9                                    | 8                                    | 76   | 8    |
| 1989 |             |             |        |                                      |                                      |                                      | 31   | 20   |
| 1989 | DOSAAF Ryga | Estonia 21M | Łada   | 14                                   | -                                    | NU                                   | 31   | 20   |
| 1990 |             |             |        |                                      | Łotwa                                |                                      | 0    | NS   |
| 1990 | DOSAAF Ryga | Estonia 21M | Łada   | -                                    | NU                                   | -                                    | 0    | NS   |